# Пінкас Петро Анатолійович
Петро Анатолійович Пінкас (нар. 4 вересня 1977, м. Чернівці) — заступник Міністра інфраструктури України.

## Освіта
У 1999 році закінчив Чернівецький державний університет імені Ю. Федьковича за спеціальністю «Міжнародна економіка».
У 2001 році закінчив Чернівецький національний університет імені Юрія Федьковича за спеціальністю «Правознавство».

## Трудова діяльність
1995–1999 — директор Приватного підприємства «Інтер трейд»,
1999–2000 — служба в Управлінні податкової міліції ДПА в Чернівецькій обл.
2001 — економіст 1 категорії відділу кредитування та економічної роботи ВАТ «Державний експортно-імпортний банк України».
2002–2004 — спеціаліст групи підтримки джоберів відділу франчайзингу Департаменту маркетингу та продажів ТОВ «Торговий дім «ТНК-Україна».
2004–2006 — генеральний директор ТОВ «Енерджи Ойл».
2006–2008 — генеральний директор ТОВ «Торговий дім «Слов'янська група».
2008–2009 — заступник директора з експорту електроенергії, заступник директора ДПЗД «Укрінтеренерго».
2009–2010 — комерційний директор ТОВ «Торговий дім «Слов'янська група».
2010–2013 — директор ТОВ «Торговий дім «Зерно України».
2013–2014 — комерційний директор ТОВ «Управляюча компанія «Зерно України».
Травень 2014 року — відповідно до розпорядження Кабінету Міністрів України від 21 травня 2014 № 489-р 26 травня призначений заступником Міністра інфраструктури України (наказ Мінінфраструктури від 26 травня 2014 № 147-к).